# 린 셰이
린 셰이(영어: Lin Shaye, 1943년 10월 12일 ~ )는 미국의 배우이다.

## 출연 작품

### 영화
- 헤스터 스트리트 (1975)
- 바람둥이 길들이기 (1978)
- 롱 라이더스 (1980)
- 어둠 속에 홀로 (1982)
- 나이트메어 (1984)
  - 나이트메어 7: 뉴 나이트메어 (1995)
- 크리터스 (1986)
  - 크리터스 2 (1988)
- 내 사랑 악마 (1987)
- 더블 보더 (1987)
- 히든 (1987)
- 런닝맨 (1987)
- 볼륨을 높여라 (1990)
- 원초적 무기 (1993)
- 매혹의 여비서 (1993)
- 쓰리 오브 하트 (1993)
- 아미티빌 '93 (1993)
- 카우걸 블루스 (1993)
- 코리나 코리나 (1994)
- 덤 앤 더머 (1994)
  - 덤 앤 더머: 해리가 로이드를 만났을 때 (2003)
- 배드 컴퍼니 (1995)
- 킹 핀 (1996)
- 라스트맨 스탠딩 (1996)
- 키스 (1998)
- 메리에겐 뭔가 특별한 것이 있다 (1998)
- 락 시티 (1999)
- 미 마이셀프 앤드 아이린 (2000)
- 사랑은 언제나 어려워 (2001)
- 보트 트립 (2002)
- 내 사랑 포르노 (2003)
- 더 로드 (2003)
- 붙어야 산다 (2003)
- 신데렐라 스토리 (2004)
- 셀룰러 (2004)
- 2001 매니악스 (2005)
- 베가스의 총각파티 (2006, Bachelor Party Vegas) - 커샌드라 역
- 후드 오브 호러 (2006, Hood of Horror) - 클래라 역
- 스네이크 온 어 플레인 (2006)
- 드리프트우드 (2006)
- 플레지 디스! (2006, National Lampoon's Pledge This!)
- 어사일럼 (2008)
- 마이 시스터즈 키퍼 (2009)
- 스몰 타운 새터데이 나이트 (2010)
- 인시디어스 (2010) - 엘리스 레이니어 역
  - 인시디어스: 두번째 집 (2013)
  - 인시디어스 3 (2015)
  - 인시디어스 4: 라스트 키 (2018)
  - 인시디어스: 빨간 문 (2023)
- 아메리칸 오지 (2011)
- 칠레라마 (2011)
- 바보 삼총사 (2012)
- 더 시그널 (2014)
- 위자 (2014)
  - 위자: 저주의 시작 (2016)
- 테일즈 오브 할로윈 (2015)
- 디렉터스 컷 (2016)
- 잭 고즈 홈 (2016)
- 다크 하우스 (2016)
- 미드나잇 맨 (2016)
- 그로우 하우스 (2017)
- 검은 방 (2017)
- 더 파이널 위시 (2018)
- 죽이는 여자 (2019)
- 룸 포어 렌트 (2019)
- 그루지 (2020)